# Ferro del Nòric

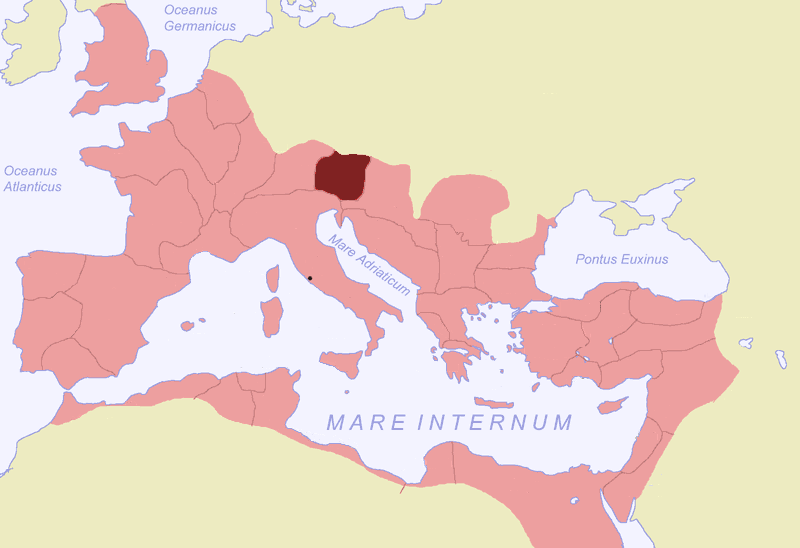
El Nòric en el període de l'Imperi Romà

El ferro del Nòric (en llatí: ferrum Noricum) era l'acer provinent de la regió del Nòric (Noricum) durant el període de l'Imperi Romà.
Ovidi ja esmenta la duresa d'aquest tipus d'acer: "...durior […] ferro quod noricus excoquit ignis..." més dur que el ferro temperat pel foc del Nòric. Aquest acer va ser molt usat pels militars romans.
Aquest mineral de ferro va ser extret de dues muntanyes de l'actual Àustria anomenade actualment Erzberg "muntanyes de mena". Una d'elles està situada a Hüttenberg, Caríntia i l'altra muntanya és a Eisenerz, Estíria, estan separades per uns 50 km de distància.